# Байбуза (герб)
Герб Байбуза (пол. Bajbuza) — польский дворянский герб, впервые упоминаемый в 1590 году.

## Описание герба
В красном поле золотая стрела стоит остриём вниз, пробив голову змеи, которая обвилась вокруг стрелы. Остриё стрелы находится среди трёх грибов; средний гриб расположен под головой змеи.

## Герб используют

### Роды
Амброжевичи (Амброзевичи), Байбузы, Бенькуньские, Войничи, Грыбуновичи, Костровские, Стрыбуновичи.

### Известные персоны
Первым известным владельцем герба был татарин Грыбунович (Михаил Байбуза).
Гербом пользовался Тихон Байбуза —  гетман Украины в 1597—1598 годах.